# ゲティ家の身代金
『ゲティ家の身代金』（ゲティけのみのしろきん、All the Money in the World）は2017年のアメリカ合衆国・イギリス合作映画。1973年に、当時フォーチュン誌から”世界一の大富豪”に認定されたゲティオイル社社長のジャン・ポール・ゲティの孫が誘拐された実話をフィクションを織り交ぜて描く。監督はリドリー・スコット。出演はミシェル・ウィリアムズ、クリストファー・プラマー、マーク・ウォルバーグほか。クリストファー・プラマーは過去の犯罪が発覚して降板したケヴィン・スペイシーの代役を急遽演じ、約10日間で該当シーンを撮り終えた。
原作はジョン・ピアースンが1995年に発表したノンフィクション『ゲティ家の身代金』（ハーパーコリンズ刊）。日本では、一部暴力描写があるためR15+指定で公開された｡

## ストーリー
実業家のジャン・ポール・ゲティは中東との石油取引で莫大な富を得るが家族との関係は冷めていた。1973年7月、ローマ。ゲティの孫であるジョン・ポール・ゲティ3世は、夜の街で街娼をあさっているところを、男たちによって拉致される。犯人グループのうち、英語を話せるチンクアンタが監禁したポールの世話係をつとめることになる。
ポールの母親のゲイルは夫と離婚し、息子と共に富豪一族とは離れて生活していた。ゲイルの元に誘拐犯からの電話がかかってくる。身代金は1700万ドルという莫大なものだった。ゲイルはゲティに電話をかけるがゲティは株取引に夢中で応じない。やがてゲイルはテレビニュースでゲティの姿を見る。ゲティは記者たちに向かって、身代金の支払いは断固拒否すると言い放つ。「要求に応じれば他の14人の孫たちも危険に晒される」というのが理由だった。ゲティは、元CIAで現在はゲティのもとで中東の業者との交渉人をしているフレッチャー・チェイスを呼び寄せ、なるべく費用をかけずに孫を取り戻せと指示する。チェイスはゲイルの元に赴く。彼女の自宅はマスコミに囲まれており、世界中の自称誘拐犯からの手紙が送られていた。
ポールの死体が見つかったという連絡を受けゲイルは警察に確認に行くが、それは別人だった。それは犯人グループの一人であり、そこから犯人たちの身元が判明する。警察は隠れ家に向かうが、既にポールは世話役のチンクアンタと共に、別の犯罪グループに売り飛ばされていた。
ポールは監禁された山小屋に放火し、混乱に乗じて脱出し、民家に逃げ込むが、そこで連れ戻されてしまう。リーダーのマンモリティは、ポールの耳を切断し、新聞社に送りつける。
ゲイルは、ゲティが身代金を払うと聞かされ、チェイスと共にロンドンに向かう。ゲティは身代金を貸す代わりにゲティにポールの親権を譲るように要求し、ゲイルはこの条件を呑む。しかし、税制上、イタリアには400万ドルしか送金できないことをゲティは告げる。ゲイルは電話でチンクアンタと交渉するが、チンクアンタは次は足を切ると警告する。
ゲイルは記者会見を開き「身代金は全額払う」と発言する。驚いたゲティはチェイスを問いただすが、チェイスはゲイルの味方をする。ゲティのもとに原油価格が暴落したという知らせが届きゲティはショックを受ける。
ローマに戻ったチェイサーは、ゲティからの「金も子供もやる」という伝言を受け取る。石油ショックで自動車の往来が途絶えた道路を、ゲイルとチェイサーは身代金の引き渡しのために軽自動車を走らせる。犯人の指示通りに道路の途中で現金の入ったバッグを捨てる。ようやく開放されたポールは一人で隠れ家から歩み去る。
犯人グループは身代金を分配して逃走しようとするが、警察のヘリコプターが尾行していたことに気づき、マンモリティはポールの殺害を指示する。追跡に気づいたポールは街に逃げ込むが、そこに住む人々は報復を怖れて誰もポールを助けようとはしなかった。チェイサーはポールの行方を追って、犯人グループが行き交う街にたどり着く。そこに、チンクアンタが捕まりそうになっていたポールを連れ出してチェイサーに引き渡す。ポールは母のゲティとともに数カ月ぶりに帰宅する。
その頃、ゲティは発作を起こしてひとり屋敷のベッドで息絶えた。ポールは莫大な遺産の相続人となり、ゲイルは彼が成人するまでの代理人に就任した。のちにゲイルが世界中から買い漁った美術品を元にゲティ美術館が設立され、ゲティ財団は、さまざまな慈善事業のスポンサーとなった。

## キャスト
- アビゲイル（ゲイル）・ハリス: ミシェル・ウィリアムズ
- ジャン・ポール・ゲティ: クリストファー・プラマー
- フレッチャー・チェイス: マーク・ウォールバーグ
- ジョン・ポール・ゲティ3世: チャーリー・プラマー
  - 幼少時: チャーリー・ショットウェル
- チンクアンタ: ロマン・デュリス
- オズワルド・ヒンジ: ティモシー・ハットン
- ジョン・ポール・ゲティ2世: アンドリュー・バカン（英語版）
- サヴェーリオ・マンモリーティ（英語版）: マルコ・レオナルディ（英語版）
- ラコヴォーニ: ジュゼッペ・ボニファティ
- 幼少時のマーク・ゲティ: キット・クランストン
- 幼少時のアイリーン・ゲティ: マヤ・ケリー

## 製作

### 構想
2017年3月13日、リドリー・スコットがデヴィッド・スカルパの脚本の映画化に着手していると報じられた。スコットはスカルパの脚本に関して「スカルパの脚本に夢中になりました。ゲティ3世の誘拐事件に関しては知っていたのですが、脚本はとても刺激的でした。ゲイル・ハリスは際だったキャラクターで、ジャン・ゲティという男の種々の側面は彼を偉人たらしめているものでしょう。脚本には素晴らしいダイナミズムがありました。映画というよりも、むしろ戯曲ですね。」と語っている。

### キャスティング
2017年3月13日、ゲイル役にナタリー・ポートマンが交渉中と報じられたが実現しなかった。31日、ミシェル・ウィリアムズとケヴィン・スペイシーの出演が発表され、マーク・ウォルバーグが交渉中とも報じられた。スコットはスペイシーの起用に関して「脚本を読み終えた後、誰がジャン・ゲティを演じるのに相応しいかと考え始めました。頭の中に浮かんできたのはケヴィン・スペイシーでした。ケヴィンが優れた俳優であることは周知の通りで、私は彼と一緒に仕事をしたことがありませんでしたが、それでも、ジャン・ゲティを演じてもらわねばならないと思いました。」と語っている。ウィリアムズに関しては「ミシェルは第1候補ではありませんでした。」と前置きした上で「ミシェルは特別な女優です。私はそれまで彼女と一緒に仕事をしたことはありませんでした。（中略）。ゲティ家はプライベートをしっかり守る家だったので、ゲイルに関する情報はほんの少ししか残ってしませんでした。しかし、誘拐事件に関しては話が別です。ゲイルの長大なインタビュー記事がありました。ミシェルはそれを熟読しました。記事を見る限り、ゲイル・ゲティは非常に知的で、個を確立した女性だったということが分かります。」と語っている。5月2日、チャーリー・プラマーの出演が決まった。6月16日、ティモシー・ハットンが本作に出演するという報道があった。

### 撮影
2017年5月31日、本作の主要撮影がイギリスのサフォークで始まった。モロッコの宮殿での回想シーンの撮影には、現地にある貴族が建てた住居が使用された。8月には撮影が全て完了した。

### スペイシーの降板・再撮影
10月29日、ケヴィン・スペイシーが当時14歳の俳優にセクハラを行っていたとの報道が出た。スペイシーは謝罪文を公表したが、その文章が原因でさらに厳しく批判されることとなった。こうした事態を受けて、トライスター・ピクチャーズは本作のプロモーション戦略の見直しを進めていると報じられた。また、当初予定されていたスペイシーをアカデミー助演男優賞にノミネートさせるためのキャンペーンもキャンセルとなった。11月8日、公開まで1ヶ月しかないにも拘わらず、スコット監督がスペイシーの出演シーンを全て撮影し直す決断を下した。興行収入や賞レースでの悪影響を回避し、それと同時に映画製作者としての道義的責任を果たすための決断であったと報じられている。スペイシーの代役にはクリストファー・プラマーが起用された。
『ハリウッド・レポーター』の報道によると、スコットは最初からプラマーをジャン・ゲティ役に起用する予定だったが、スタジオが大物俳優の起用を望んだため、スペイシーにオファーが出たのだという。
再撮影は11月20日から29日にかけて行われたが、ローマやヨルダンでのシーンはセットで撮影された映像をスペイシー版の映像と合成することで撮影された。新しい予告編が公開されたのは撮影最終日となった29日のことであった。なお、再撮影には1000万ドルが費やされた。再編集は夜を徹して行われ、劇場公開版が完成したのは12月7日のことであった。

### 再撮影と出演料をめぐる騒動
監督のリドリー・スコットは当初「俳優の皆さんはただ同然で再撮影に協力してくれました」という主旨の発言をしていた。しかし、2018年1月10日、ウォルバーグが再撮影に際し150万ドルのギャラを受け取っていたのに対し、ウィリアムズが1000ドル以下のギャラしか受け取っていないと報じられた。ケヴィン・スペイシーのスキャンダルをきっかけのひとつとして「＃MeToo運動」が盛り上がりを見せていた時期であり、男女間の賃金格差を象徴する一件として大きな注目を集めた。2人のギャラに1000倍以上の相違が生じたのは、「米国外の配給会社が自分の興行実績を宣伝に利用する」と考えたウォルバーグが独自にギャラの値上げを交渉したためであった。公開日が間近に迫っていたこともあり、製作サイドはウォルバーグの要求を呑まざるを得なかったと報じられた。報道で事実を知ったスコット監督は激怒したとも伝えられている。また、ウォルバーグの出演契約には、共演者を拒否する権限が盛り込まれており、ウォルバーグ側がそれを活用してギャラの値上げ交渉を行ったことも非難を浴びた。
ジェシカ・チャステインやジャド・アパトーらが自身のTwitterでこの問題に苦言を呈した。また、事態を重く見た全米映画俳優組合は協定違反の有無を調査すると発表した。
こうした批判を受けて13日、ウォルバーグとマネージメントを担当するWMEは「ミシェル・ウィリアムズの名義で、再撮影で得たギャラ150万ドルをTime's Up運動（当初＃MeToo運動は、こう呼ばれていた）の基金に寄付する」と声明を発表した。翌年3月にウォルバーグはインタビューで「自分の配慮が足らなかった」と認めている。

## 公開
当初は2017年12月22日に全米公開される予定だったが『グレイテスト・ショーマン』との競合を避けるため、12月25日に延期された。11月16日にAFI映画祭でのプレミア上映を予定していたが、前述のケヴィン・スペイシー問題により中止となっている。

## 興行収入
2017年12月25日、本作は全米2074館で封切られ、公開初週末に558万ドルを稼ぎ出し、週末興行収入ランキング初登場7位となった。

## 評価
本作は、第75回ゴールデングローブ賞の監督賞（リドリー・スコット）、主演女優賞（ミシェル・ウィリアムズ）、助演男優賞（クリストファー・プラマー）にノミネートされた。プラマーはほかにも、第71回英国アカデミー賞と第90回アカデミー賞のにノミネートもされた。後者はアカデミー賞の演技部門における最年長ノミネート記録となった。
Rotten Tomatoesには201件のレビューがあり、批評家支持率は77%、平均点は10点満点で6.9点となっている。サイト側による批評家の見解の要約は「『ゲティ家の身代金』は実話を魅力的に描写している。それに生命力を吹き込んでいるのが、クリストファー・プラマーの名演技である。」となっている。また、Metacriticには47件のレビューがあり、加重平均値は72/100となっている。なお、本作のCinemaScoreはB+となっている。

## TVシリーズ"TRUST"
同じくジョン・ポール・ゲティ3世誘拐事件を描いたTVシリーズ「トラスト」が、2018年3月よりアメリカのケーブルテレビFXにて放送開始。監督はダニー・ボイル、ジャン・ポール・ゲティはドナルド・サザーランド、アビゲイル・ハリスはヒラリー・スワンク、フレッチャー・チェイスはブレンダン・フレイザーが演じる。

## その他
ゲティ3世誘拐事件に着想を得たA・J・クィネルは小説『燃える男』（Man on Fire）を発表、2度映画化される。スコット・グレン主演 "Man on Fire" （日本未公開）と、デンゼル・ワシントン主演『マイ・ボディガード』である。『マイ・ボディガード』はリドリー・スコットの弟トニー・スコット監督作品である。